# Paulo Mata
Paulo Carmo Corsino Mata, mais conhecido por Paulo Mata (Itaparica, 16 de julho de 1946) é um ex-futebolista e ex-treinador brasileiro.
Em 2002, ele foi um dos entrevistados pelo cineasta Eduardo Coutinho que apareceu no documentário Edifício Master, onde contou um pouco de sua história nos gramados.

## Carreira como jogador
Ele jogou a histórica partida em que a Portuguesa-RJ ganhou do Real Madrid, então tricampeão do Campeonato Espanhol (1966/1967; 1967/1968; e 1968/1969), em pleno Estádio Santiago Bernabéu.
Pelo Bangu, ele foi o autor do gol do empate entre Bangu e a histórica Seleção Brasileira de 1970, que meses mais tarde se sagraria tricampeã mundial, no México.
Encerrou sua carreira futebolística pelo Toronto Blizzard, do Canadá, em 1979.

## Carreira como treinador

### Folclórico protesto no campeonato carioca de 1997
Em 1997, quando era técnico do Itaperuna, em uma partida contra o Vasco da Gama válida pelo Campeonato Carioca daquele ano, Paulo, revoltado contra a arbitragem que havia expulsado o terceiro jogador de seu time no mesmo jogo, invadiu o campo e quase ficou nu em forma de protesto. Quando estava sendo retirado de campo, disse: "Fiquei nu. Fiquei nu mesmo". Ele explicou que o ato foi direcionado, acima de tudo, à corrupção no futebol carioca.
Segundo ele, a supremacia dos times grandes do Rio independe de qualquer elenco que os "pequenos" formem.
Após este episódio, ele foi convidado a posar nu para uma revista masculina, mas recusou o convite por entender que sua atitude tinha um caráter político. "Para você ver que, mesmo sem ganhar dinheiro há dez meses e com meu apartamento penhorado, recusei, pois conservo meu protesto até hoje", disse ele.

## Discografia
Em 1996, lançou o CD de pagode "Eu me orgulho de ser brasileiro".

## Títulos
Bahia
- Campeonato Baiano: 1967